# Lizandro Chávez Alfaro

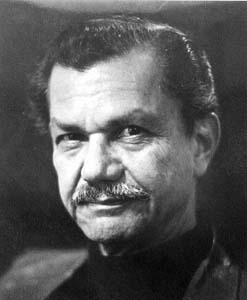
Lizandro Chávez Alfaro

Lizandro Chávez Alfaro (* 25. Oktober 1929 in Bluefields, Nicaragua; † 9. April 2006 in Managua) war ein nicaraguanischer Schriftsteller.

## Leben
Chávez Alfaro besuchte eine Landwirtschaftsschule, die er jedoch vorzeitig verließ. Im Jahr 1948 ließ er sich in Mexiko nieder und studierte an der Akademie San Carlos Malerei. Er betätigte sich dann als Übersetzer und Lackierer. 1950 gehörte er zu den Gründern der Revolutionären Front Sandino. 1960 begleitete er das Mexikanische Nationalballett nach Kuba.
Als Schriftsteller verfasste er Erzählungen, Gedichte und Essays und erweiterte die nicaraguanische Literatur um Themen aus der englisch beeinflussten, von den Nachkommen schwarzer Sklaven besiedelten Region der karibischen Küste.

## Werke (Auswahl)
- Hay una selva en mi voz, 1945
- Arquitectura inútil, 1954
- Los monos de San Telmo, 1963
- Trágame tierra, 1969